# Oudong
Oudong (khmer: ឧដុង្គ) (som också kallas Udong eller Odong) är en stad i Kambodja, som ligger i nordvästra delen av provinsen Kampong Spoe. Beläget vid foten av berget Phnom Oudong, cirka 40 km nordväst om den moderna huvudstaden Phnom Penh, var Oudong kungligt residens och Kambodjas huvudstad under mer än 250 år fram till 1866. På berget Phnom Oudong finns en monumental kunglig begravningsplats för härskare från flera århundraden. Gravarna är utspridda ovanpå berget, som löper från sydost till nordost.